# بوکاچو بوکاچینو
بوکاچو بوکاچینو (ایتالیایی: Boccaccio Boccaccino؛ ۱۴۶۷ – ۱۵۲۵) نقاش اهل ایتالیا در اوایل دورهٔ رنسانس بود.

## نگارخانه

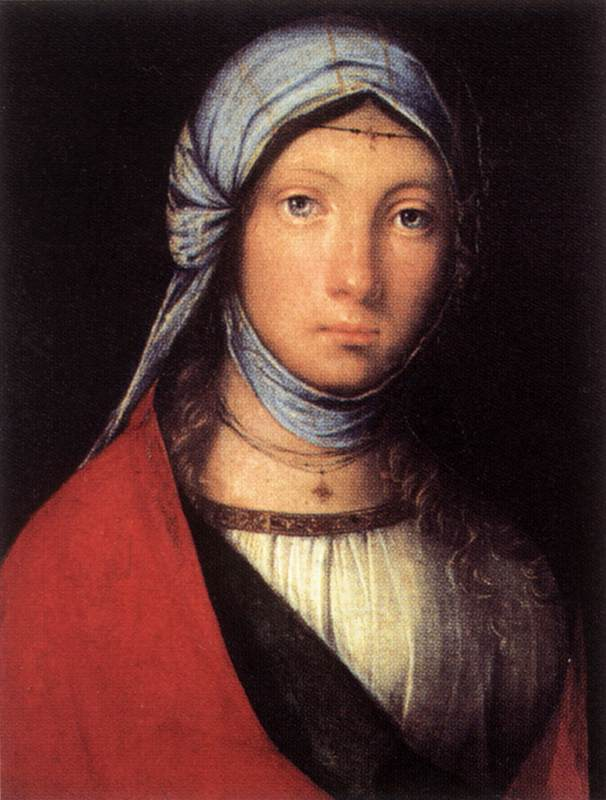
«دختر کولی» اثر بوکاچو بوکاچینو